# Camille Pissarro

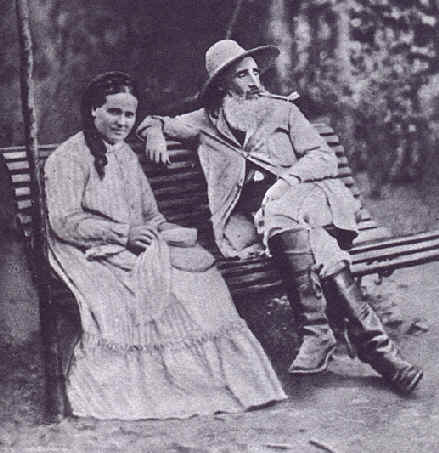
Pissarro és felesége (Pointoise, 1877)

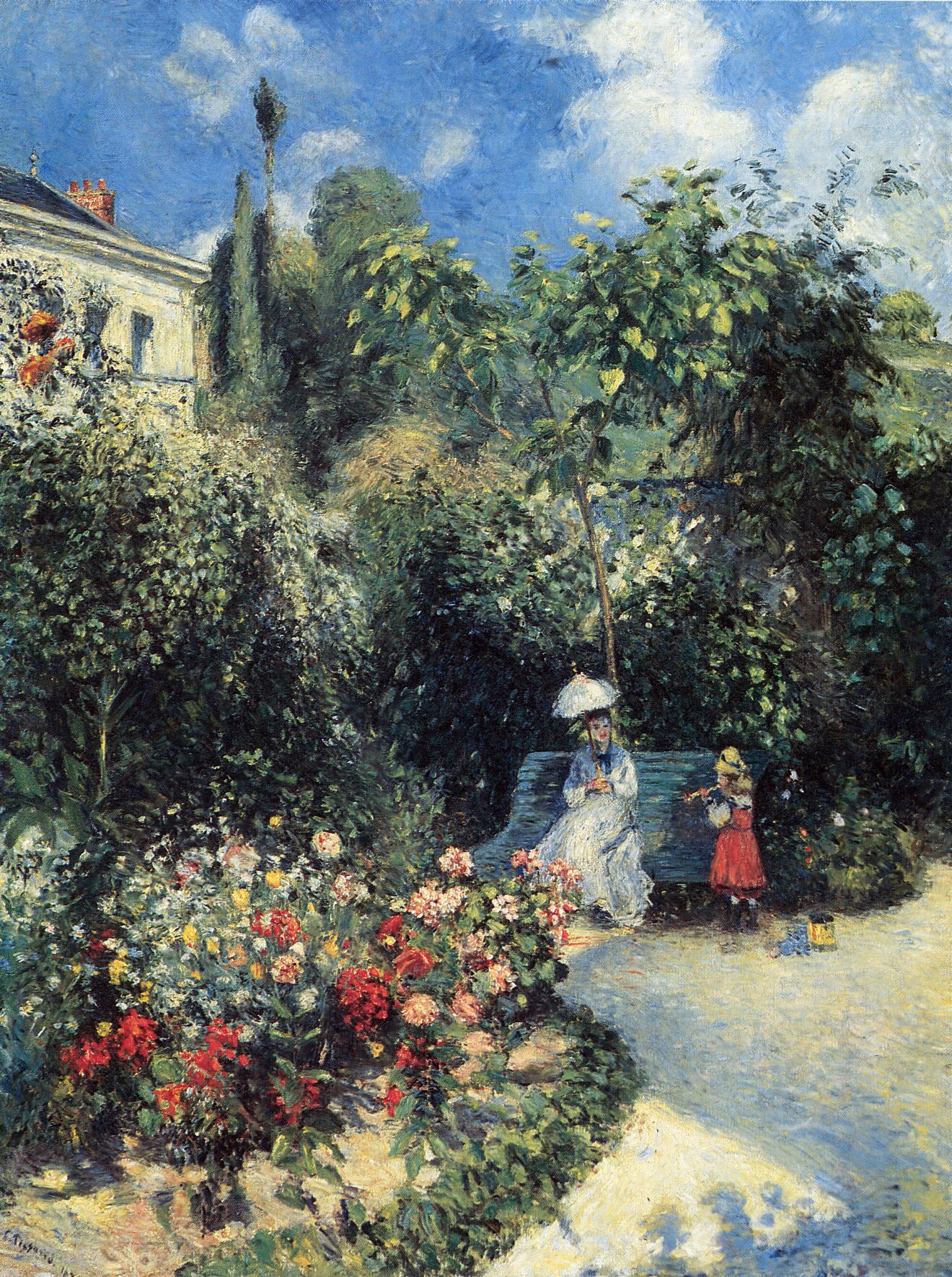
A pontoise-i kert (1877)

Camille Pissarro (Charlotte Amalie, korabeli Dán-Antillák, 1830. július 10. – Párizs, 1903. november 13.) francia impresszionista és divizionista festő.

## Életpályája
Apai ágon portugál zsidó, marrano származású francia családban született Saint Thomas szigetén. E sziget akkor dán fennhatóság alá tartozott, Pissarro élete végéig megőrizte dán állampolgárságát. Iskoláit Franciaországban végezte. 1847-től apja üzleti vállalkozásában dolgozott szülőföldjén. 1852-ben Caracasba szökött egy dán festővel, 1854-ig maradt Venezuelában. Hazatérésekor apja beleegyezett, hogy a festői pályát válassza, s Párizsba adta tanulni.
25 évesen érkezett Párizsba, Jean-Baptiste Camille Corot keze alatt dolgozott, sokat tanult tőle a tájfestést illetően. Néhány hónapig járt az École des Beaux-Arts-ra, majd az Île-de-France szép vidékeit kezdte festeni, aztán beiratkozott az Académie Suisse-be, ott megismerkedett Claude Monet-val, s Monet mutatta be őt 1865 körül a többi impresszionistának, köztük Pierre-Auguste Renoirnak, és Édouard Manet-nak. Mestere, Corot helytelenítette ezt a lépését. Gustave Courbet és Charles-François Daubigny azonban rokonszenvezett a fiatal festőkkel, helyeselték kísérleteiket.
Pissarro szerelmese volt a természetnek, minden évszaknak, minden napszaknak. Természete barátságos volt, mindenki szerette. Pissarro jó pedagógiai érzékkel bírt, az egymással is erősen vitatkozó fiatal impresszionistákat sikerült összetartania. Pissarro személyiségét mindenki tisztelte, idősebb is volt náluk. Paul Gauguin festői útjának kezdeteit Pissarro egyengette (1879 körül), Gauguin mindig mesterének vallotta Pissarrót. Pissarro is szeretett vidéken alkotni, mint a többi impresszionista. 1866-ban Pontoise-ba, három év múlva Louveciennes-be költözött. Szívesen dolgozott Bougival-ban, ahol gyakran festett Monet és Renoir is.
1870-ben, a porosz–francia háború kitörésekor Angliába menekült, ott vette feleségül élettársát (Julie Vellay), akitől már két gyermeke született. Idősebbik fia, Lucien festő lett, s szinte mindig Londonban élt. Pissarro Angliában Turner és Constable alkotásait tanulmányozta. Itt Londonban mutatta be Daubigny Pissarrót és Monet-t egy fiatal francia műkereskedőnek, Paul Durand-Ruelnek, akinek nagy szerepe lett az impresszionista festők életében, annál is inkább, mivel a műkritikusok tartósan lejáratták az új stílusirány festőit. Meg is lett ennek a következménye, amikor a századfordulóhoz közeledve már nem a festők, hanem a műkritikusok járatódtak le tartós időre. Pissarro a porosz háború után visszatért Louveciennes-be, házát feldúlva és kifosztva találta, 1500 otthagyott vászonból, mely közt Monet képek is voltak, mindössze 40 darabot talált meg. 1872-ben visszaköltözött Pontoise-ba, a nála fiatalabb Paul Cezanne is utána ment.
Pissarro rendszeresen Párizsba utazott, hogy impresszionista barátaival tartsa a kapcsolatot, meg is rendezték első külön kiállításukat 1874-ben. Az impresszionisták minden kiállításán bemutatta Pissarro is az ő alkotásait. (1874-1886 között 8 külön impresszionista kiállítást tartottak). Mélyen érdekelte az új stílus, tájak, falusi, városi részletek ábrázolásához kereste a formai szilárdságot, ebben Cézanne stílusához közelített. A fényhatások fokozását átlós irányban húzott ecsetvonásokkal, a színhatás hangsúlyozását pedig a háttérben szétszórt foltokkal és egymást keresztező ecsetvonásokkal érte el. Ez a festési mód kapcsolatba hozta őt a divizionista Paul Signac-kal és Georges Seurat-val, ő is elmerült a divizionista stílus tanulmányozásában, s velük állított ki 1885-ben.
A Durand-Ruel galériában rendezett 1892-es önálló kiállítása után, ahol a Párizsról és vidékéről (Île-de-France) festett képei tetszettek a közönségnek, visszatért sajátos korábbi impresszionista stílusához, mert azzal a fény- és árnyékhatásokat jobban tudta érzékeltetni.  Az 1890-es évektől legtöbb képét Párizsról festette, gyakran festett erkélyeken, hogy rálásson a sugárutakra, körutakra, terekre, hidakra, többször is megfestette ugyanazt a részletet különböző napszakokban, évszakokban, érzékeltetve a természet varázsát, amelynek ő mindig alázatos tisztelője volt.

## Művészete
Pissarro sajátos stílusát az 1880-1890-es évekhez közeledve találta meg, az impresszionizmus és a pointillizmus tanulságai mentén érkezett el az ő nagyon gazdag koloritjához, amely határozott rajztudással párosult. A festészeti műfajt tekintve elsősorban tájképfestő volt, de festett sikeres portrékat, aktokat, csendéleteket  is. Szinte fáradhatatlanul rajzolt, s készített rézkarcokat, rézmetszeteket és litográfiákat. A párizsiak elé tárta saját fővárosuk jellegzetes részleteit, és a francia vidéket a korabeli jellemző vonásokkal, azt az Párizst, s azt a párizsi régiót örökítette meg, amelynek képét sokáig őrizte s talán őrzi még ma is a francia nép és a világ a 19. és 20. század fordulójának civilizált nagyhatalmi központjáról.

## Képei: 1870-80-as évek

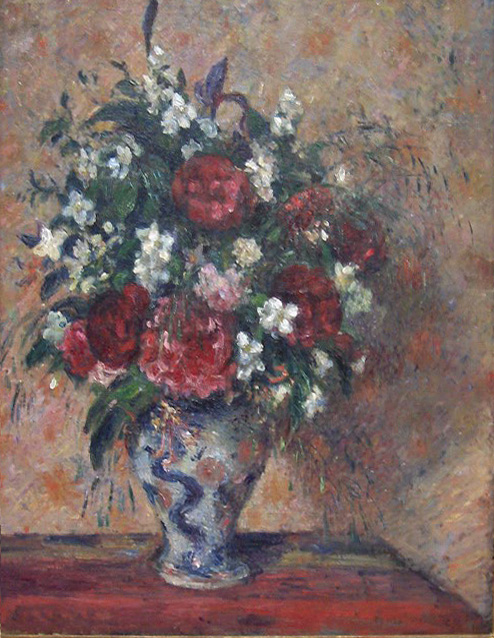
Csendélet (1870 körül)
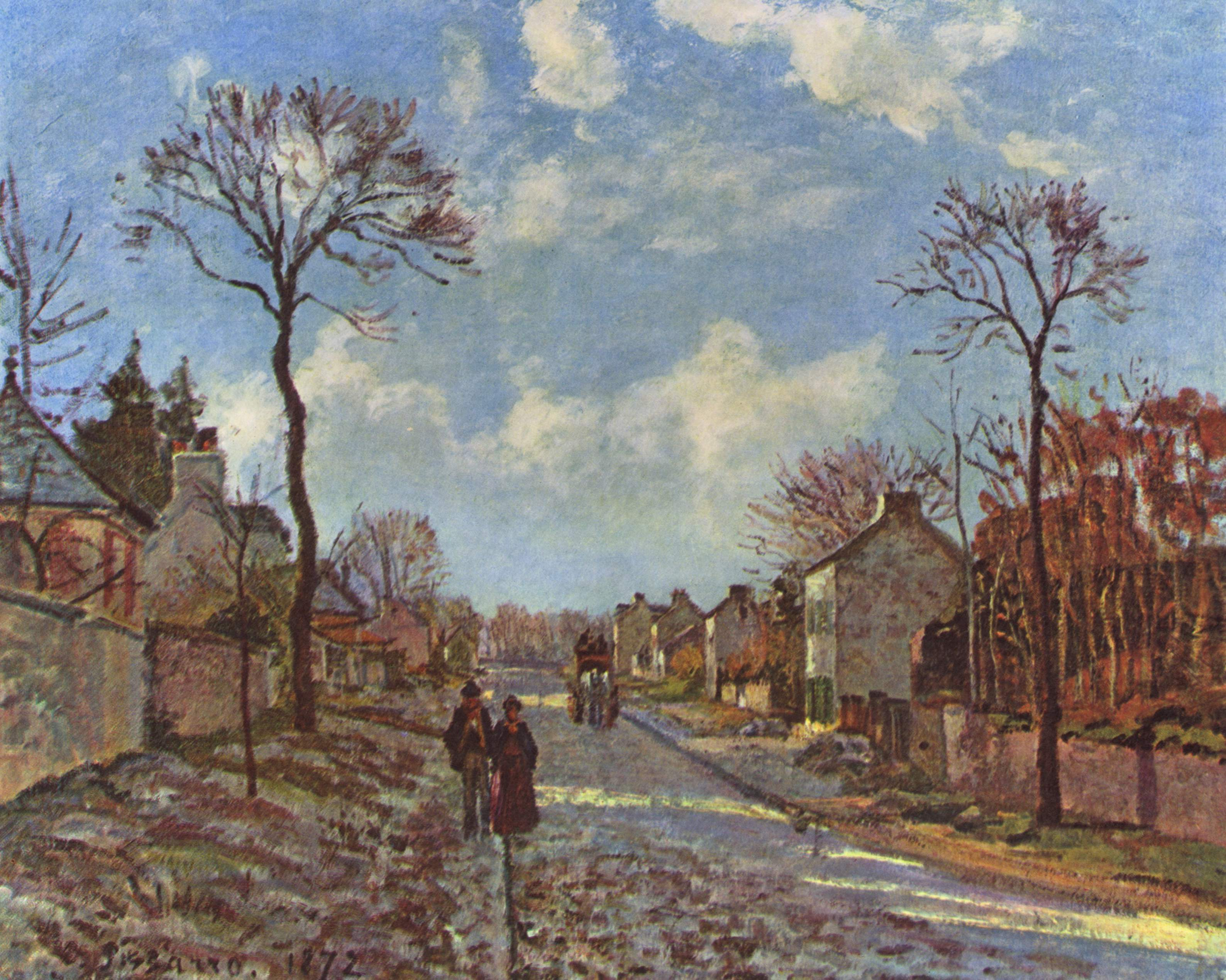
A louveciennes-i út (1872)
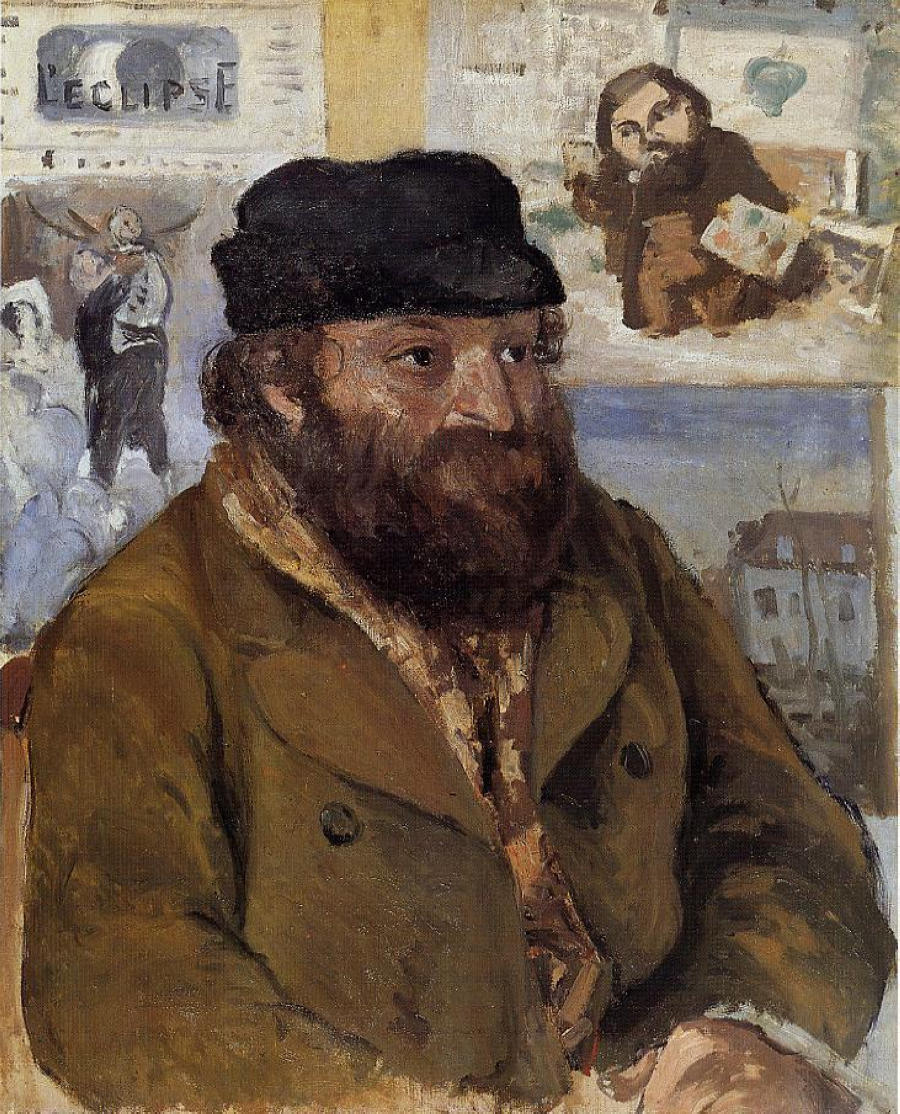
Paul Cezanne portréja (1874)
Aratás (1876)
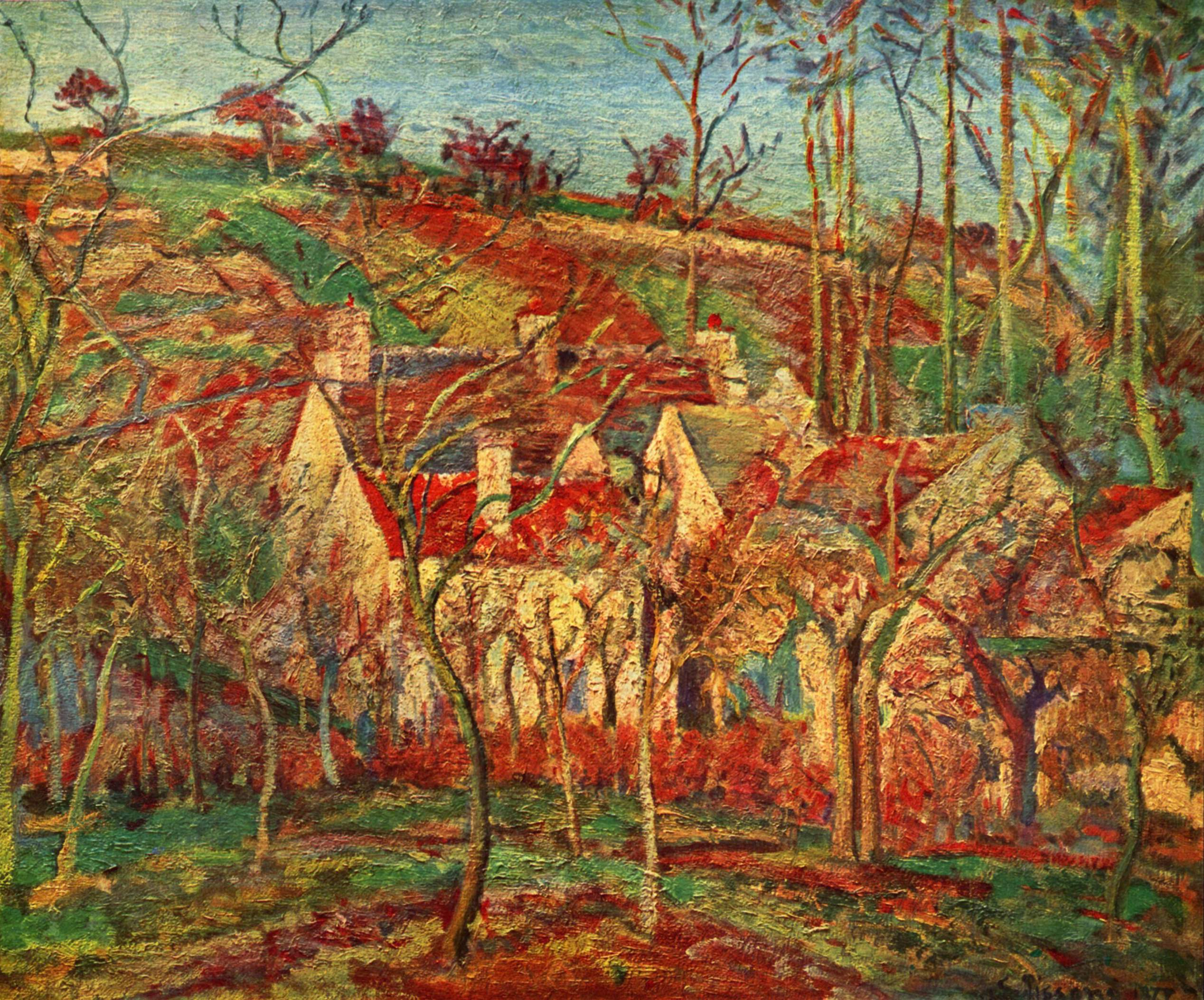
Vörös háztetők (1877)
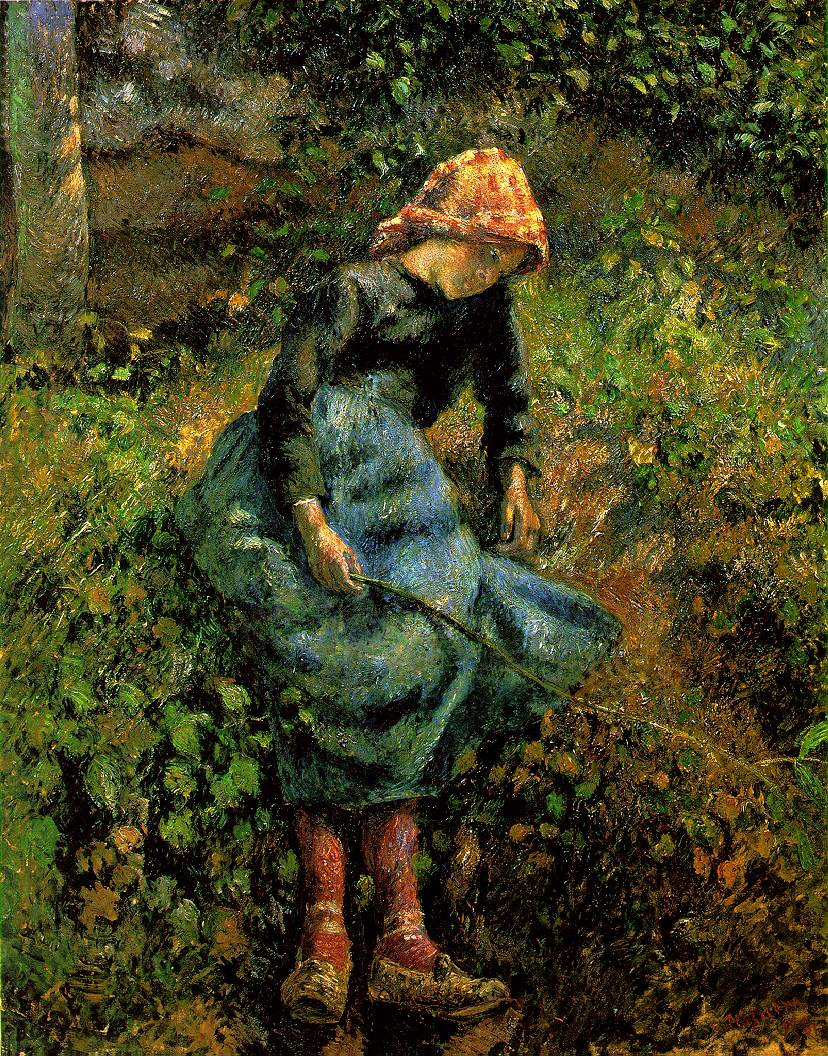
Parasztkislány pálcával (1881)
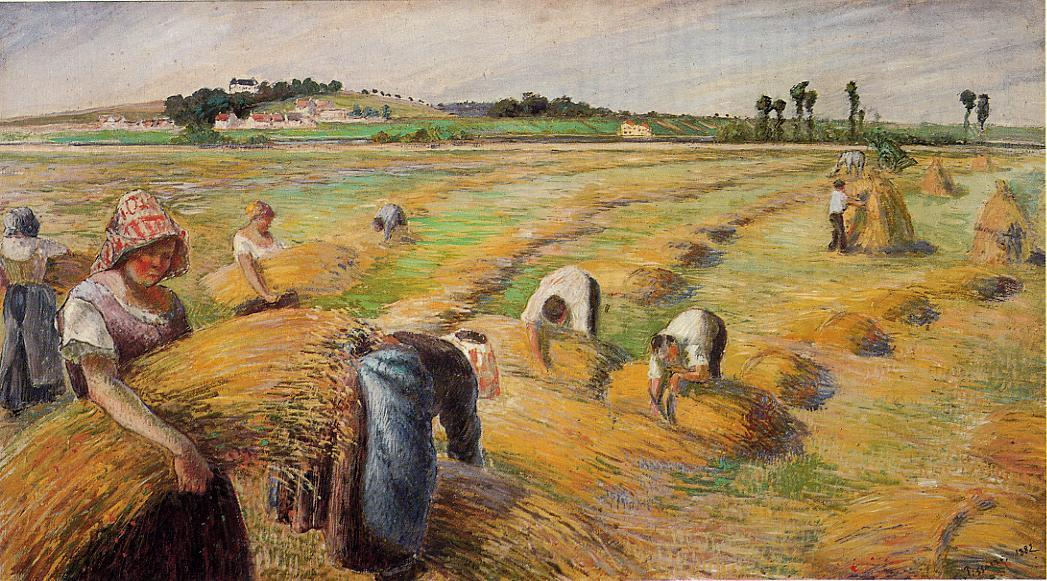
Aratás (1882)
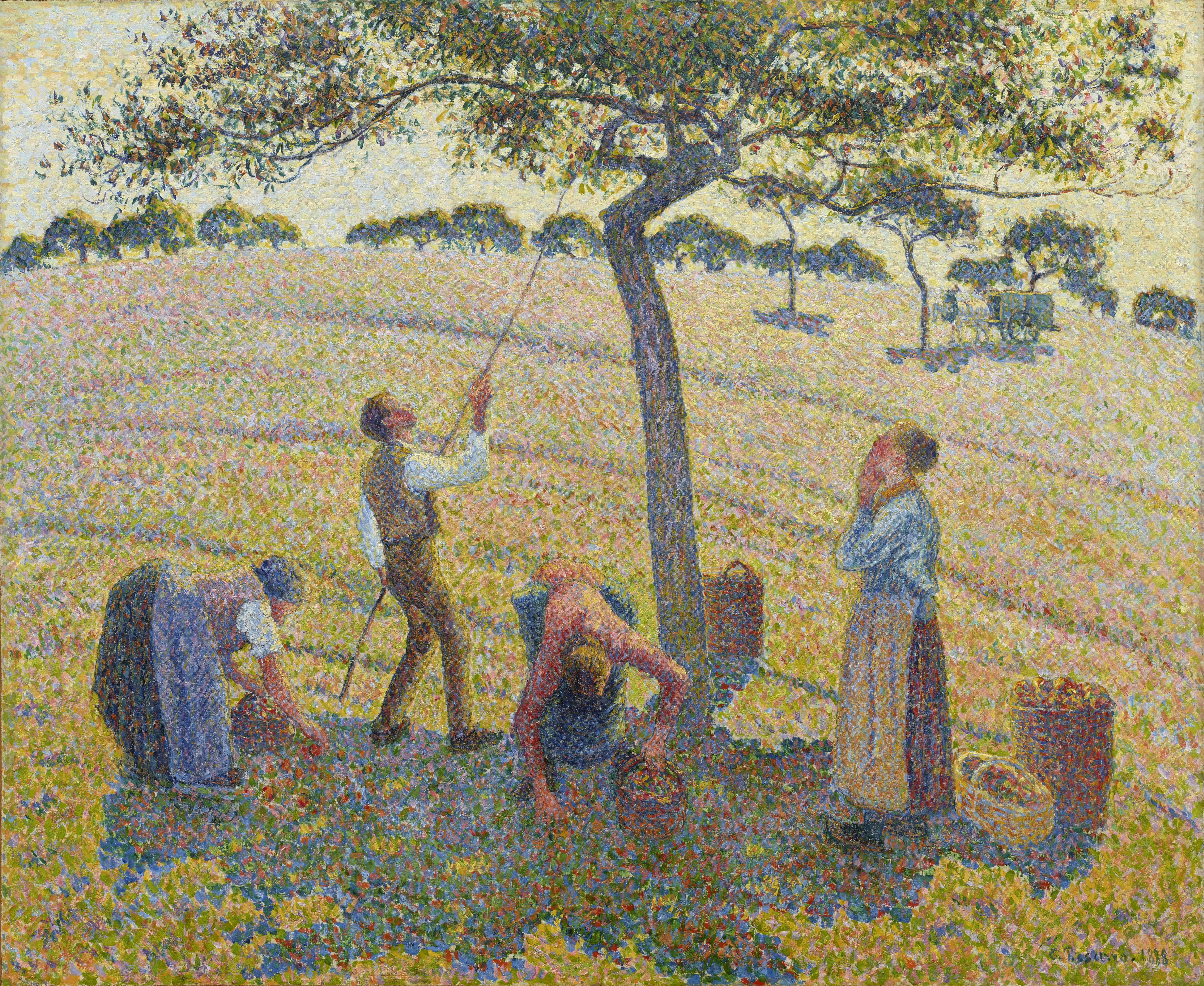
Almaszedők (1888)

## A Montmartre sugárút négy változatban

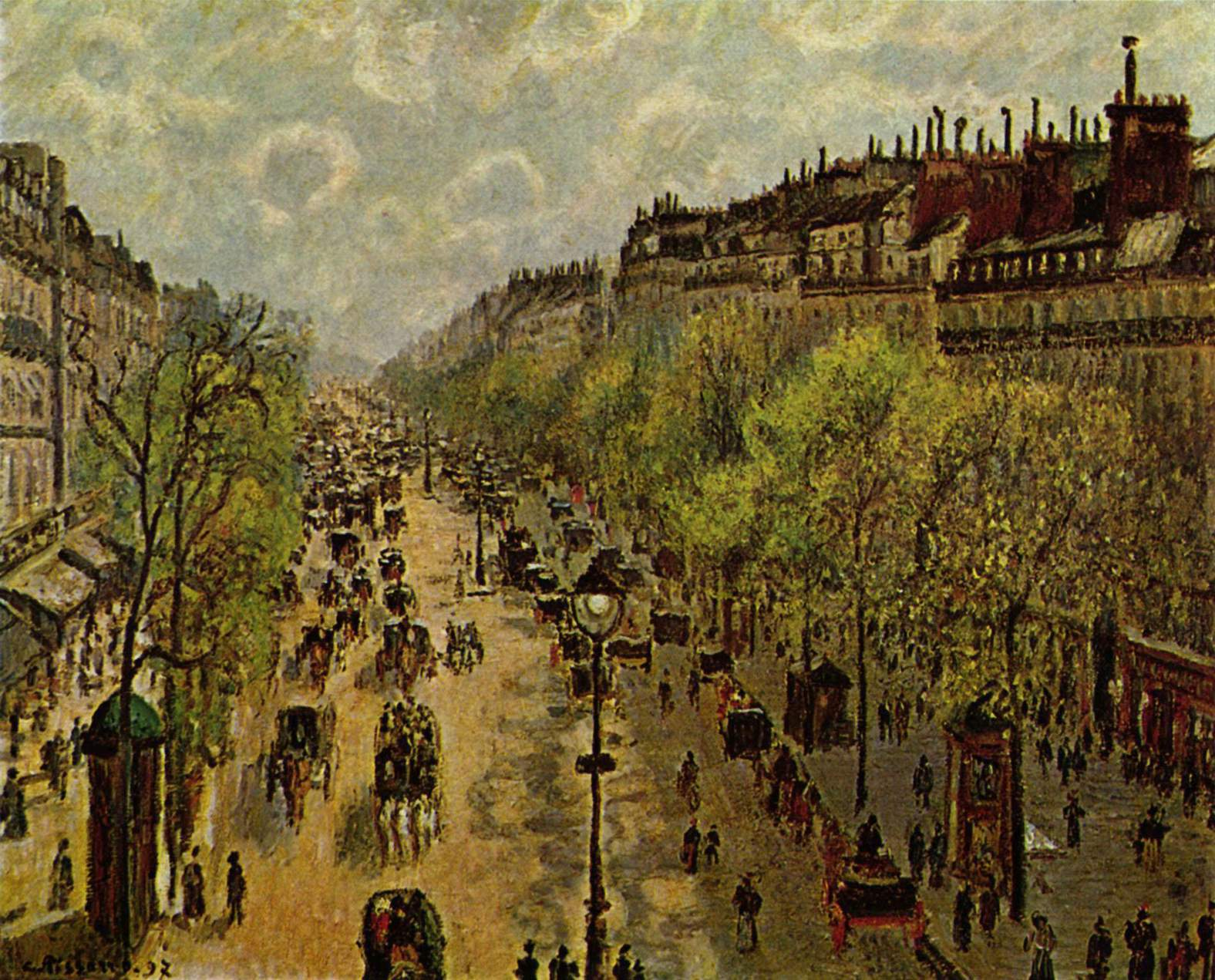
tavasszal (1897)
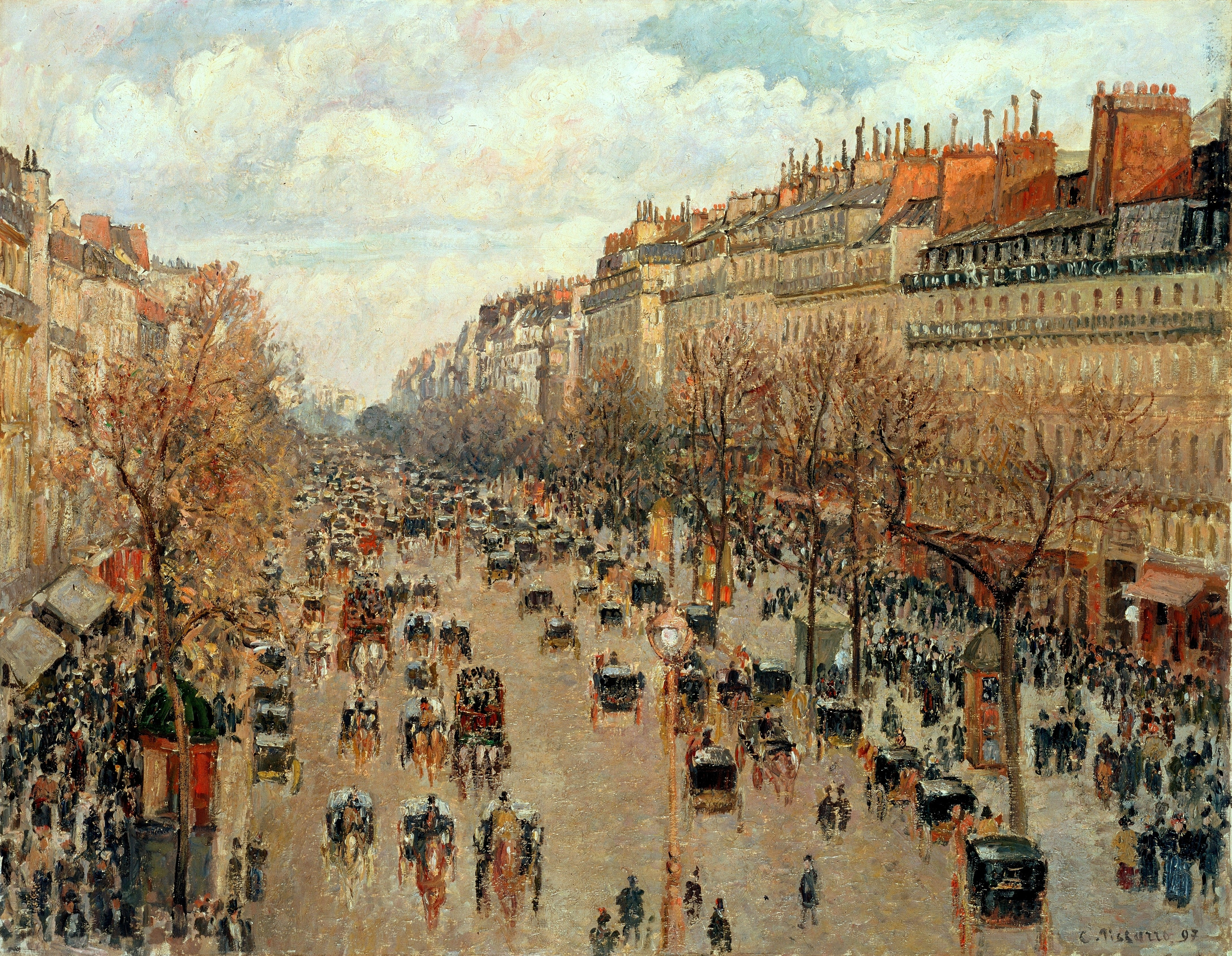
nyári napon (1897)
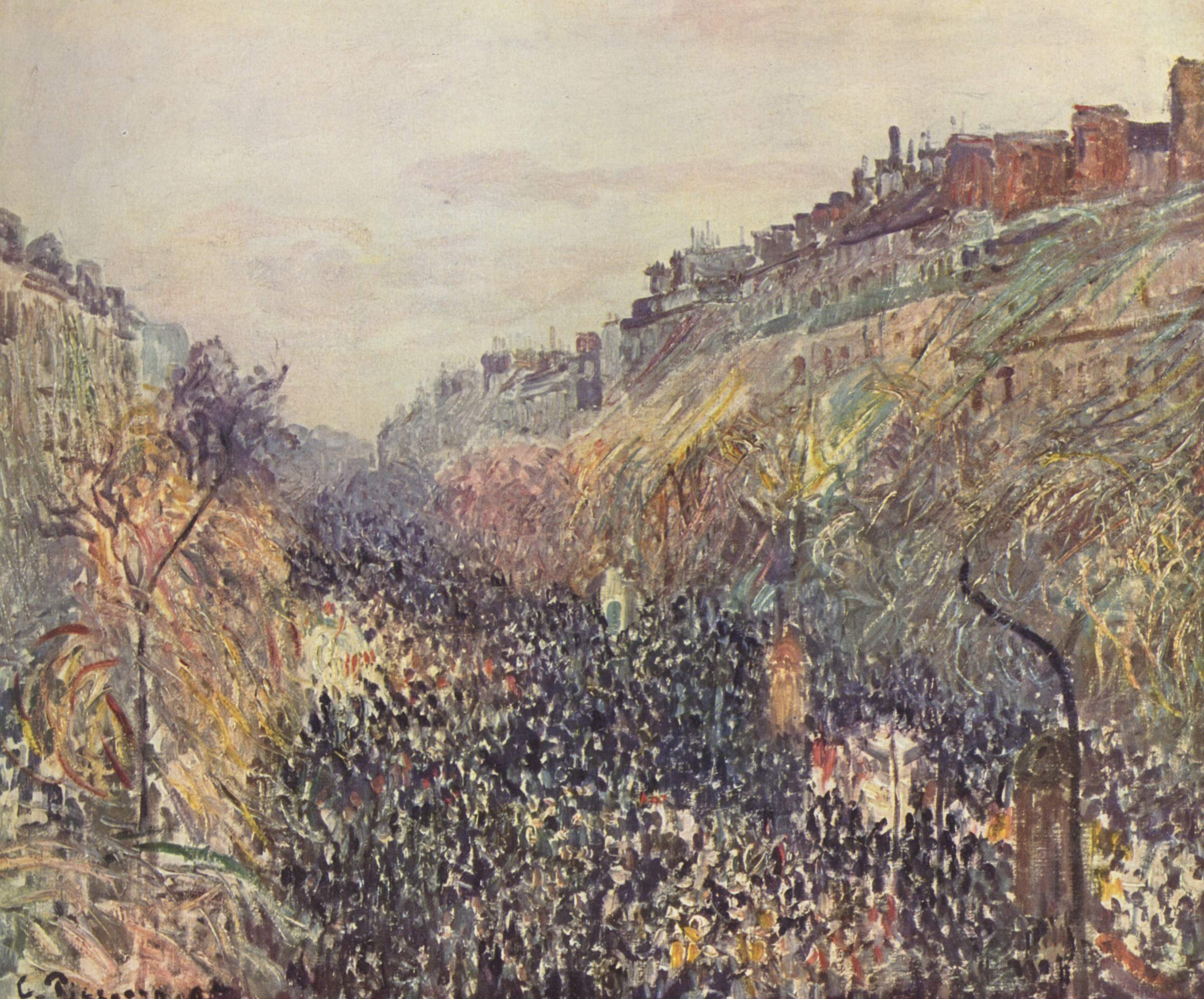
ünnepnapon (1897)
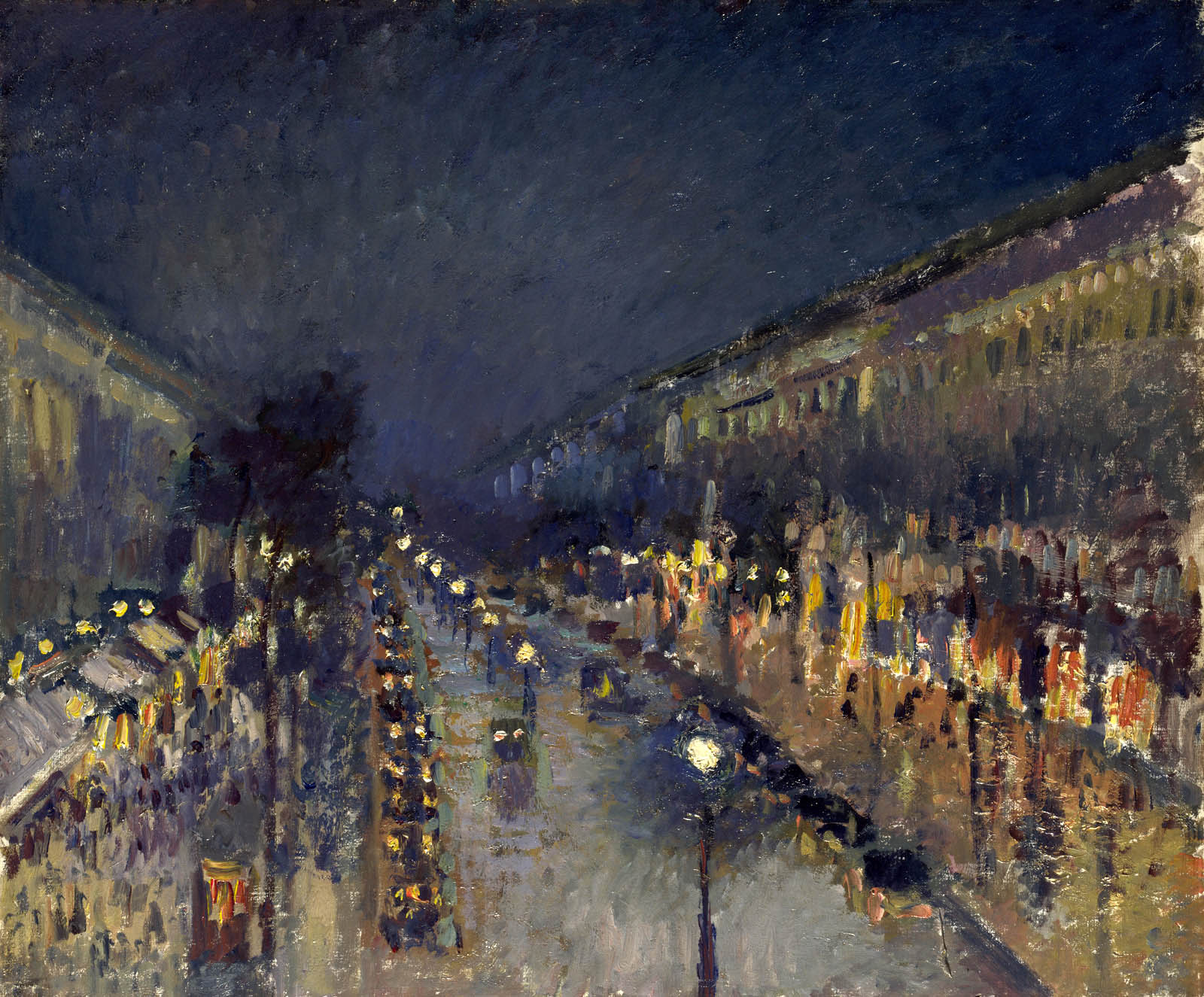
éjszaka (1898)

## Képei az 1890-es évektől

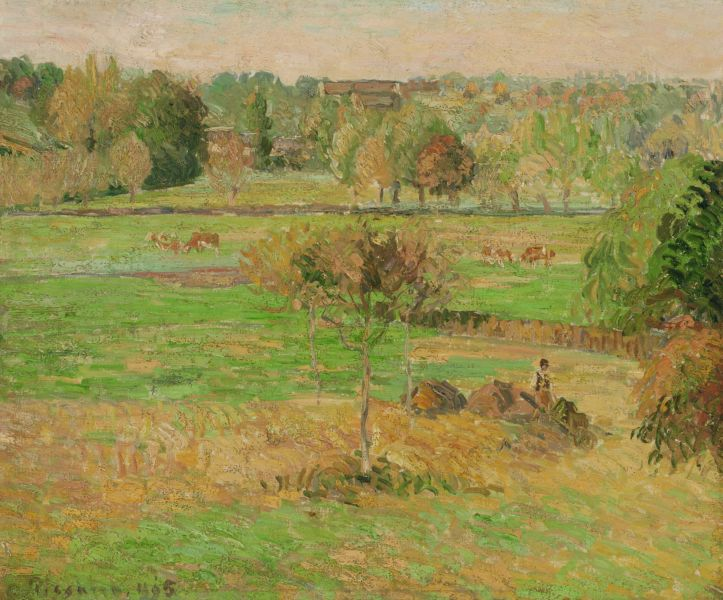
Ősz Eragny-ban (1895)
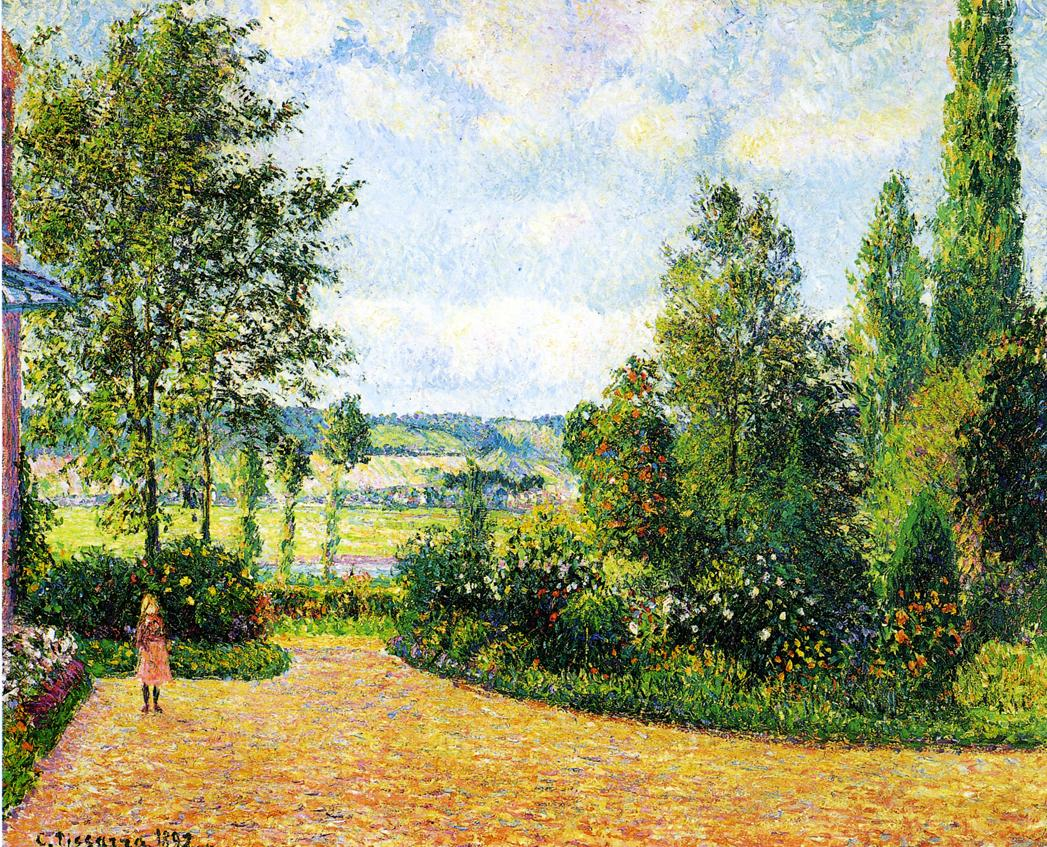
Mirbeau kert Les Damps-ban (1891)
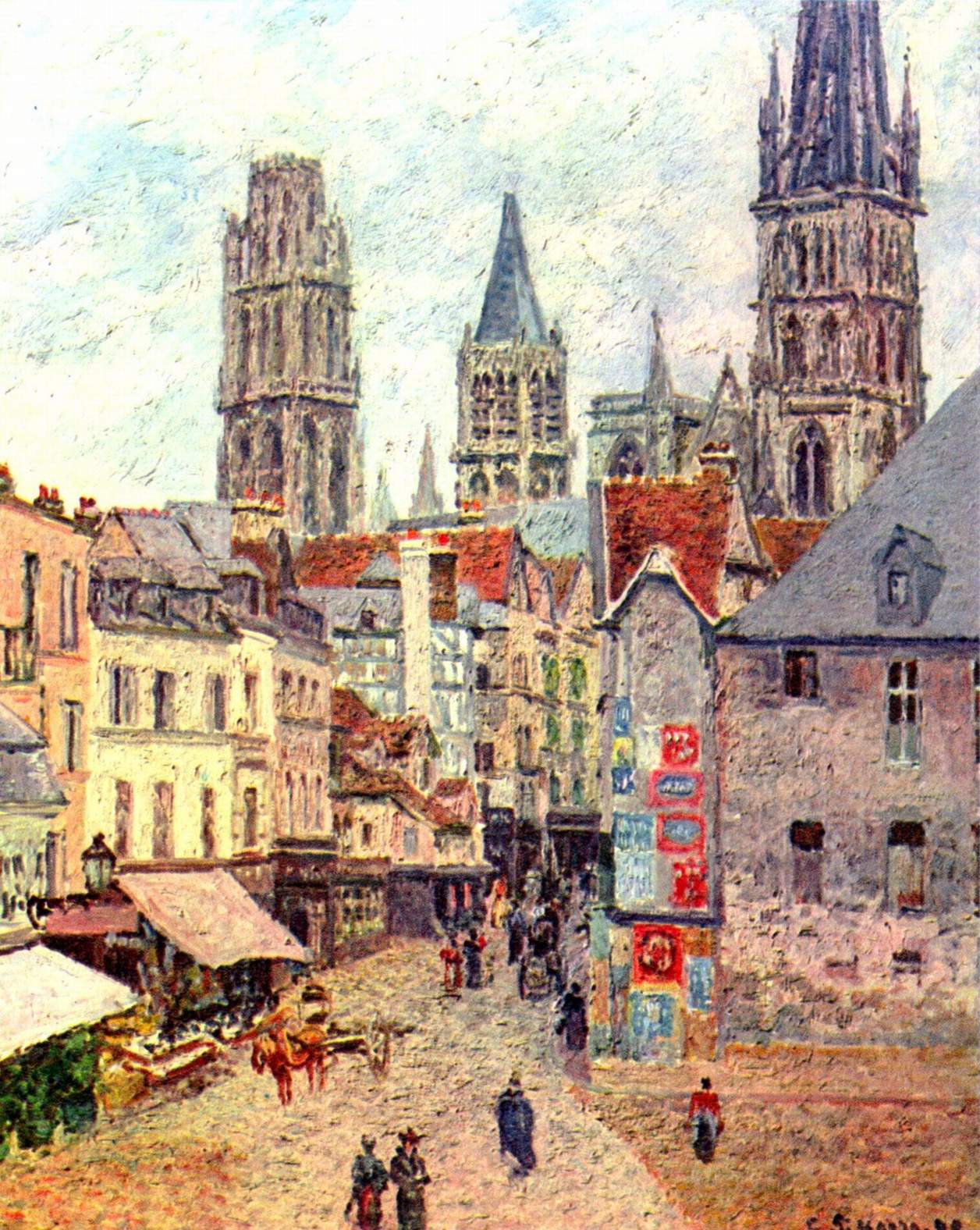
Rouans, a Fűszer utcája (1898)
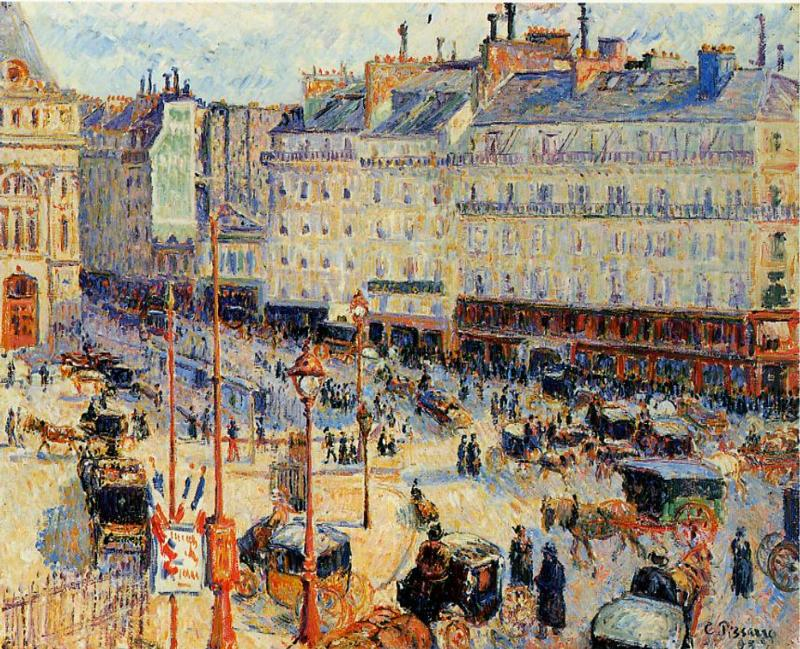
Le Havre tér, Párizs (1893)
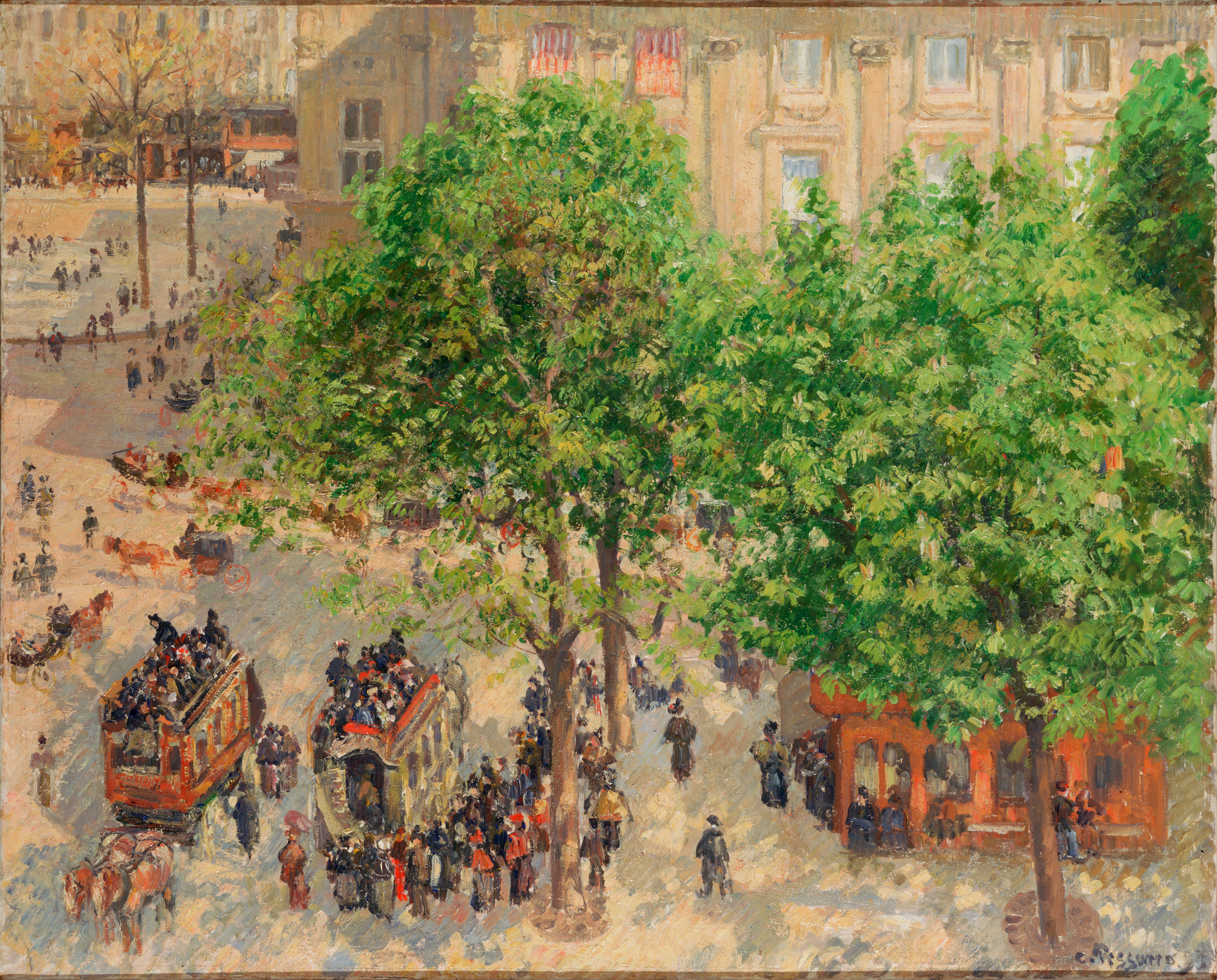
A Francia Színház tere (1898)
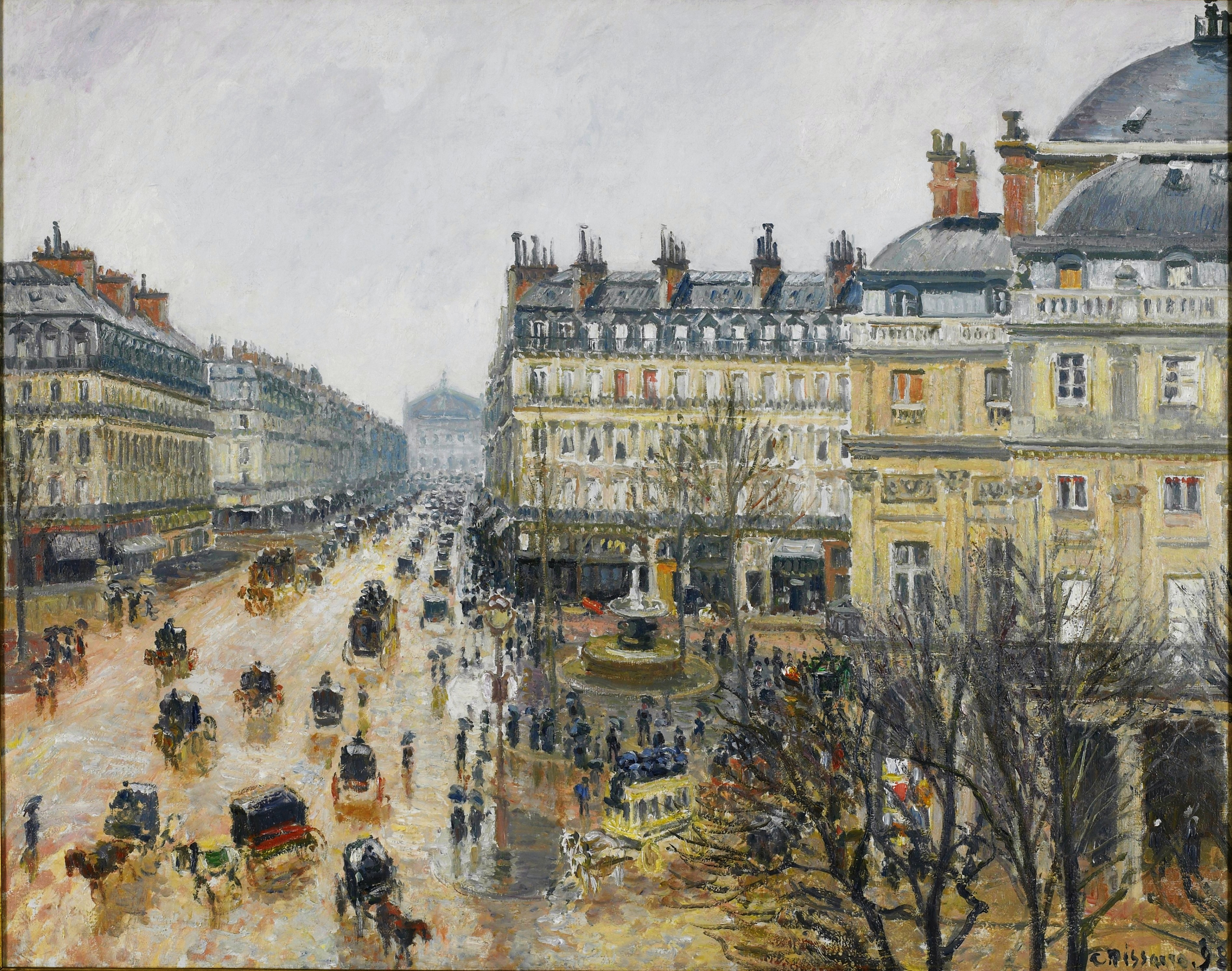
Opera sugárút esőben (1898)
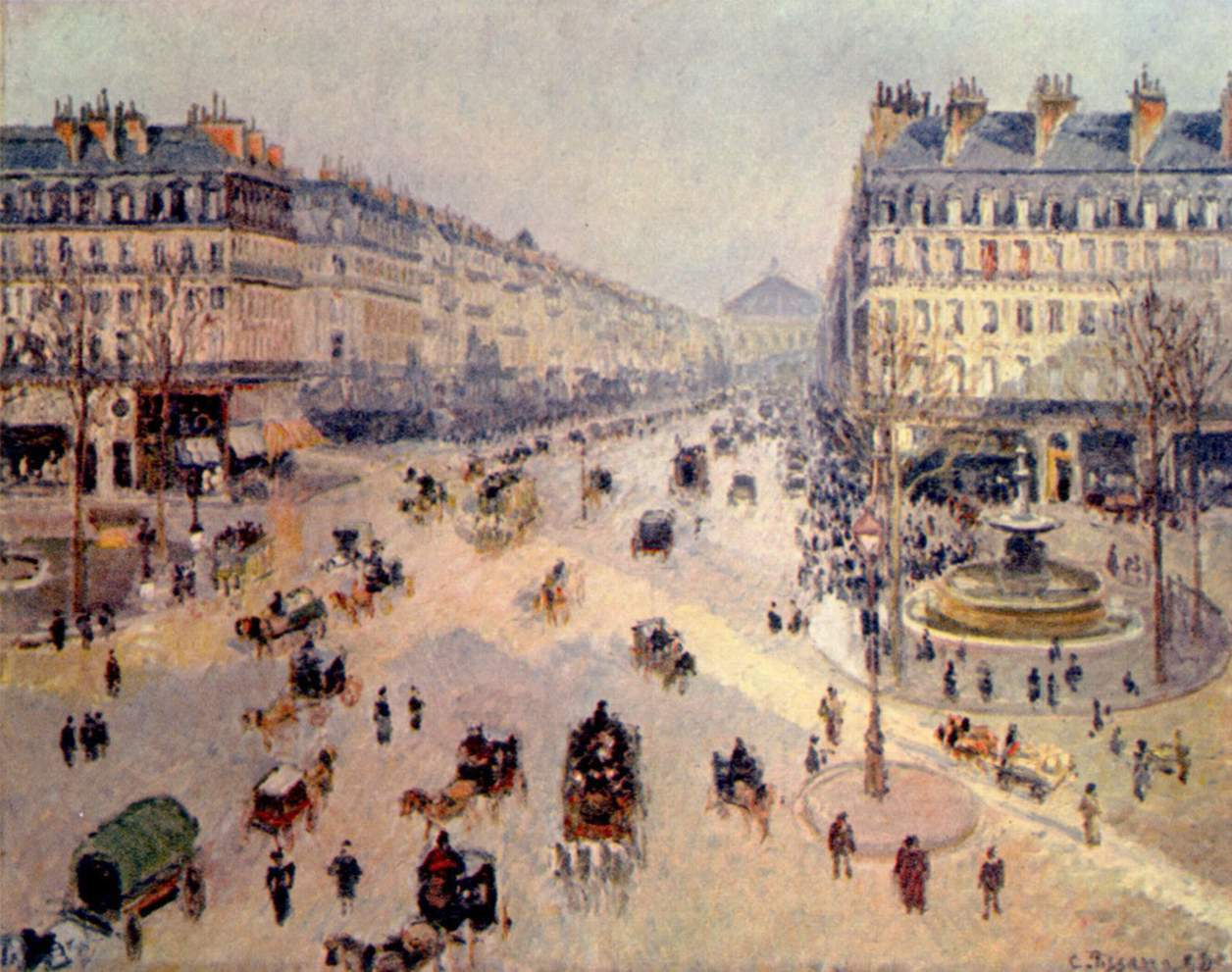
Opera sugárút (1898)
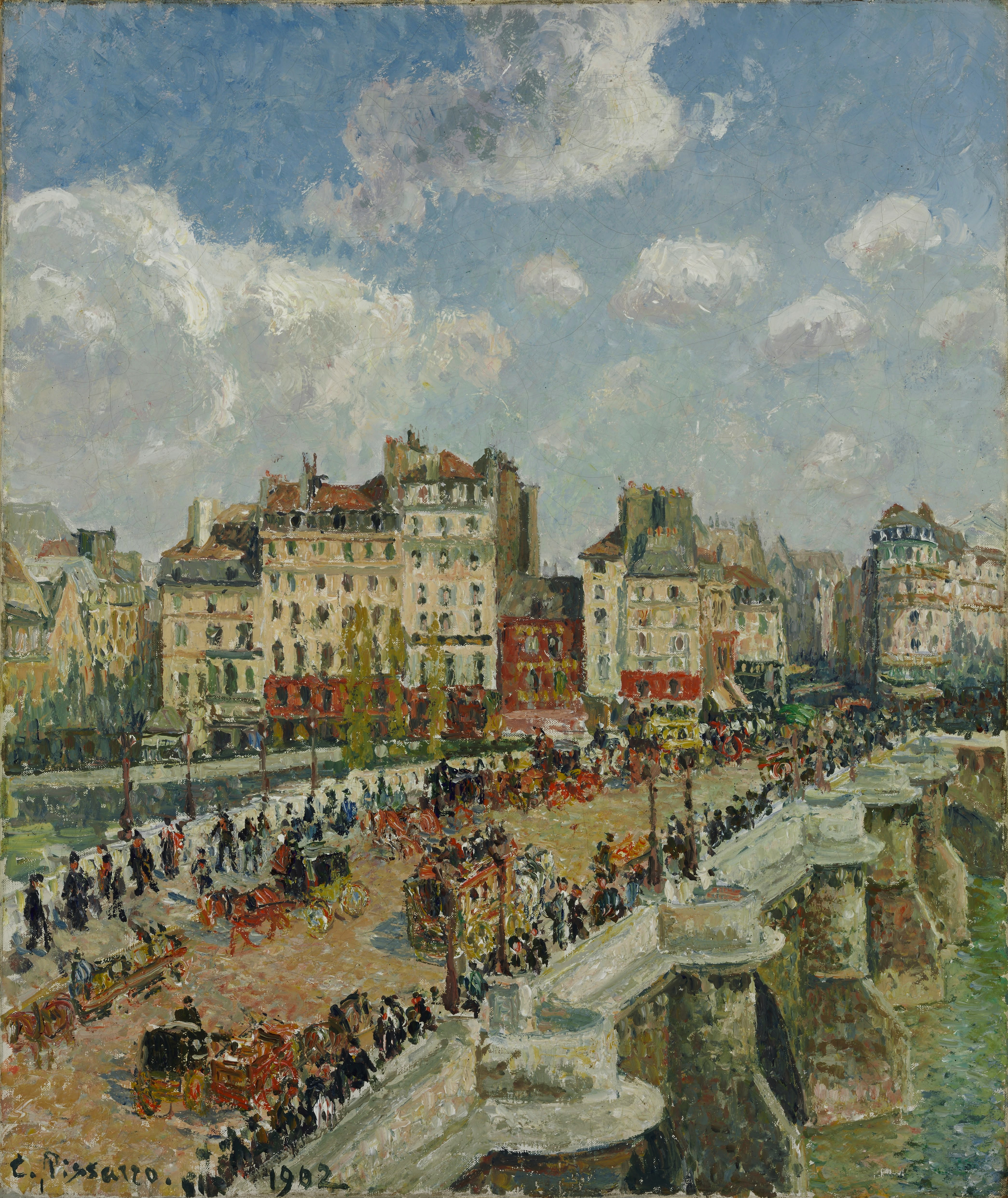
Le Pont-Neuf,[23] Párizs (1902)

## Művei (válogatás)
- 1864 Az út : (nyárfákkal) (olaj, vászon; G. Pollock gyűjtemény, New York)
- 1870-es évek Hegyoldal ökrökkel (National Gallery, London)
- 1870-es évek Csendélet pünkösdi rózsával és narancs utánzattal (olaj, vászon; Van Gogh Múzeum, Amszterdam)
- 1872 Faluszéle (Entrée du village de Voisins) (olaj, vászon, 46 x 55 cm; Musée d’Orsay, Párizs)
- 1872 A louveciennes-i út (olaj, vászon, 60 x 72,5 cm; Musée d’Orsay, Párizs)
- 1873 Vasúti híd Pontoise-nál (olaj, vászon, 50 x 65; magántulajdonban)
- 1873 Önarckép (olaj, vászon, 55 x 46 cm; Musée d’Orsay, Párizs)
- 1874 Paul Cézanne portréja (olaj, vászon, 73 x 59,7 cm; National Gallery, London)
- 1876 Aratás[24] (Moisson) (olaj, vászon, 65 x 92 cm; Musée d’Orsay, Párizs)
- 1877 Vörös háztetők (Toits rouges, coin d'un village, hiver Côte de Saint-Denis, Pontoise) (olaj, vászon, 53 x 64 cm; Musée d’Orsay, Párizs)
- 1877 Kert Pontoise-ban[25] (El Jardín de Pontoise)
- 1882 Az aratás[26] (La Moisson) (olaj, vászon; Bridgestone Museum of Art, Tokió)
- 1885 A Pont Royal és a Louvre környéke (Musée d’Orsay, Párizs)[27]
- 1887 Piac Pontoise-ban (akvarell, 31,4 x 24 cm; Museum of Fine Arts, Boston)
- 1888 Almaszedők Eragny-ban[25] (olaj, vászon, 58 x 72 cm; Museum of Fine Arts, Dallas)
- 1890 Lucien Pissarro[28] portréja (175 x 149 mm; National Portrait Gallery, London)
- 1893 Le Havre tér Párizsban (Place du Havre, Paris) (olaj, vászon, 60 cm x 73 cm; Art Institue of Chicago)
- 1897 Montmartre körút tavasszal (olaj, vászon, 65 x 81 cm; magántulajdonban)
- 1897 Opera sugárút (Avenue de l'Opera) (olaj, vászon, 73 x 92 cm; Musée des Beaux Arts, Reims)
- 1897 A boulevard des Italiens reggeli fényben[29] (olaj, vászon, 73,2 x 92,1 cm; National Gallery of Art, Washington)
- 1898 Montmartre körút éjszaka (olaj, vászon, 55 × 65 cm; } National Gallery, London)
- 1898 Rouen fő utcája (Rouen, Rue de l'Épicerie) (olaj, vászon; magántulajdonban)
- 1899 A Tuilériák kertje (sorozat, Metropolitan Museum of Art, Nerw York)
- 1902 Az Új Híd, Párizs (Le Pont-Neuf) (olaj, vászon, 55 x 46,5 cm; Szépművészeti Múzeum, Budapest)
- 1903 Önarckép (olaj, vászon, 410 x 333 mm; Collection TATE, London)